# Amos Oz
Amos Oz (født 4. maj 1939 som Amos Klausner, død 28. december 2018) var en israelsk forfatter, journalist samt litteraturprofessor ved Ben-Gurion Universitetet i Beersheba. Siden Seksdageskrigen i 1967 var han en prominent fredsaktivist og fortaler for en to-statsløsning på den israelsk-palæstinensiske konflikt.
I Danmark er han dog især kendt for sine skønlitterære værker.

## Personalia
Oz blev født i Jerusalem og voksede op i Amos Street nr. 18 i det såkaldte Kerem Avraham-kvarter. En stor del af hans skønlitterære produktion henter inspiration fra netop dette kvarter.
Hans forældre, Yehuda Arieh Klausner og Fania Musman, var begge zionister og indvandret til Israel fra Østeuropa. Hans far studerede historie og litteratur i Vilnius i Litauen, men i Israel blev han ansat som bibliotekar og fortsatte sine skriverier ved siden af jobbet. 
Hans morfar ejede en mølle i Rovno i det nuværende Ukraine, men flyttede med sin familie til Haifa i 1934 pga. den tiltagende jødeforfølgelse.
Politisk var hans familie højreorienterede, såkaldte revisionistiske zionister. Hans onkel, Jospeh Klausner, var en respekteret forsker som formand for det hebræiske litteraturselskab og stillede op som formandskandidat i Herut-partiet, men tabte til Chaim Weizmann.
Oz' familie var ikke ortodokse jøder, men sendte dog drengen i den lokale religiøse skole Tachkemoni. Dette skyldtes dog primært, at alternativet var en socialistisk skole, der var tilknyttet arbejderbevægelsen, som hans familie tog afstand fra. I denne skole blev han bl.a. undervist af den senere berømte digter, Zelda. Anden del af skoletiden foregik i det hebræiske gymnasium, Rehavia.
Oz' mor begik selvmord, da han var tolv år gammel, hvilket han gjorde til særlig grundig genstand i autobiografien "En fortælling om Kærlighed og Mørke" (2005).
Hans ungdomsoprør bestod i et opgør med familiens politiske overbevisning. Han meldte sig under Arbejderpartiets faner og blev en del af Kibbutz Hulda, da han var fjorten år gammel.
Der blev han optaget af familien Huldai, hvis ældste søn, Ron, i dag er borgmester i Tel Aviv. Det var i kibbutzen, han ændrede sit navn til det hebræiske Oz, der betyder "styrke". 
Han blev i kibbutzen på trods af, at han ifølge sig selv var "en elendig arbejder", indtil hans kone i 1986 flyttede til Arad pga. sønnen Daniels astma.
I takt med at hans skriverier blev mere og mere anerkendte, fik han dog lov til at bruge en større og større del af sin tid på dette frem for det fysiske arbejde i kibbutzen. Dette skyldtes også, at kibbutzen fik store økonomiske fordele af Oz' litterære produktion.
Oz aftjente værnepligt, bl.a. under seksdageskrigen i 1967, hvor han var en del af en infanteri-gruppe i Sinai. Under Yom Kippur-krigen i 1973 deltog han i slagene ved Golan-højderne.
Oz læste filosofi og hebræisk litteratur ved det Hebræiske Universitet. Hans første bog var en samling noveller med titlen "Where the Jackal Howls", der udkom i 1965. Hans første roman "Elsewhere, Perhaps" blev udgivet i 1966. Siden udgav han næsten en bog om året på Arbejderpartiets forlag, Am Oved.
Oz forlod Am Oved til fordel for Keter, fordi han her fik en eksklusiv kontrakt, der sikrede ham en fast månedsløn, uanset hvor meget han publicerede. Bruddet skyldtes ikke politisk uenighed.
I 1998 blev Oz tildelt Israels mest prestigiøse pris, "Israel Prize for Literature". I 2005 blev han tildelt "Goethe Cultural Award", som uddeles af den tyske by Frankfurt am Main, og tidligere er tildelt personer som Sigmund Freud og Thomas Mann.
Oz skrev 18 bøger på hebræisk og omkring 450 artikler og essays. Hans værker er i dag oversat til over 30 forskellige sprog.

## Udvalgte danske udgivelser
- En panter i kælderen (roman, 1997). 12-årige Fessor ønsker at være modstandsmand i 1947 i Jerusalem – fjenden er de engelske "besættere". Ufrivilligt møder han en venlig engelsk politisoldat – og i erindringen gør han op med både historie og forhistorie.
- En fortælling om kærlighed og mørke (autobiografi, 2005) Selvbiografisk roman om forfatterens familie, jødernes historie og staten Israels oprettelse.
- Den tredje tilstand (roman, 1994). Fima er midaldrende, fraskilt og har en fortid som lovende digter. Han hutler sig igennem tilværelsen, men har mange menneskelige relationer og deltager aktivt i debatten om dagens israelske samfund.
- At kende en kvinde (roman, 1991). En jødisk efterretningsmand trækker sig efter hustruens død tilbage i et hus i Jerusalem sammen med sin datter, mor og svigermor, idet han håber at få klarhed over sin tilværelse.
- Den sorte kasse (roman, 1990). En ægteskabs- og skilsmisseroman i brevform fra det moderne Israel, og samtidig en skildring af de religiøse, sociale og politiske modsætninger i landet.